# ميخائيل ميكا
ميخائيل ميكا (بالإنجليزية: Mike Mika)‏ هو لاعب اتحاد الرغبي ساموي، ولد في 24 يوليو 1968 في لور هوت في نيوزيلندا.

## وصلات خارجية
- ميخائيل ميكا عل موقع إسبنسكروم (الإنجليزية)
- ميخائيل ميكا على موقع ItsRugby.co.uk (الإنجليزية)